# Ханникайнен, Илмари
Тойво Илмари Ханникайнен (фин. Toivo Ilmari Hannikainen; 19 октября 1892, Ювяскюля — 25 июля 1955, Кухмойнен) — финский композитор и пианист.

## Биография
Илмари был сыном композитора Пекки Юхани Ханникайнена. Его братья Арво, Тауно и Вяйно также стали выдающимися музыкантами. Супругой Ханникайнена с 1937 года была Гёта Тингвальд-Ханникайнен, доктор медицины и хирургии.
Ханникайнен учился в Вене (1913–1914), Санкт-Петербурге (1916–1917), Берлине и Париже (1919). Среди его учителей были Франц Шрекер, Александр Зилоти и Альфред Корто. Композитор занимал должность профессора по классу фортепиано в Академии Сибелиуса с 1939 по 1955 год. Среди его самых известных учеников-пианистов ― Кертту Бернхард, Танели Куусисто и Тапани Валста. Ханникайнен утонул во время плавания в Кухмойнене в 1955 году. Музыковед Аарре Мериканто считает, что он покончил жизнь самоубийством ― это связано с тем фактом, что весной 1955 года Ханникайнен сочинил «Похоронную песню». Могила композитора находится на кладбище Хиетаниеми в Хельсинки.
Начиная с 1975 года в Ювяскюле проходит конкурс пианистов имени Илмари Ханникайнена.

## Творчество
Большая часть музыкальных произведений была создана Ханникайненом в студенческие годы. Одним из самых известных его сочинений, написанных в этот период, является концерт для фортепиано с оркестром си-бемоль минор, соч. 7. Его создание началось в 1917 году во время учёбы композитора в Санкт-Петербурге у Александра Зилоти. Концерт был окончательно завершён к 1920 году, и в том же году состоялось его первое исполнение, где в роли пианиста выступил сам Ханникайнен, а Хельсинкским филармоническим оркестром дирижировал Роберт Каянус. В следующий раз произведение было исполнено в 1958 году на концерте, посвящённом памяти Ханникайнена (солист ― Тапани Валста, ученик композитора; дирижёр ― Тауно Ханникайнен). После этого сочинение было забыто на десятилетия, возрождение интереса к концерту случилось только в 1980-х годах. В 2005 году издательством Minerva Kustannus была опубликована аранжировка концерта для двух фортепиано.
После середины 1920-х годов композиционная деятельность Ханникайнена практически прекратилась, поскольку он больше сосредоточился на карьере педагога и пианиста (за исключением написания пьесы «Talkootanssit», которая была завершена в 1930 году по заказу Айно Акте). Стиль Ханникайнена сочетает в себе элементы романтизма и импрессионизма.